# Bengt Olof Heldt
Bengt Olof Heldt, född 2 maj 1924 i Norrtälje, död 13 januari 2023, var en svensk journalist.
Heldt tog studentexamen i Härnösand 1943. Han var medarbetare i Dagens Nyheter 1949–1954, tidskriften Nutid 1954–1955,  Vecko-Journalen 1956–1966, Veckans affärer (som utrikesredaktör) från 1967 och i Svenska Dagbladet (fram till pensionen).
Heldt delade Stora journalistpriset 1963 med Birgitta Dahl och Gustaf von Platen för avslöjanden kring Stig Wennerström, vilka man kunnat göra genom att intervjua Wennerströms städerska Carin Rosén, som visade sig ha varit hemlig agent åt Säpo.